# Frička
Frička (russinisch Фрічка/Fritschka; deutsch Fritsch, ungarisch Felsőfricske – bis 1907 Fricska) ist eine Gemeinde im Osten der Slowakei mit 337 Einwohnern (Stand 31. Dezember 2024). Sie gehört zum Okres Bardejov, einem Kreis des Prešovský kraj und wird zur traditionellen Landschaft Šariš gezählt.

## Geographie

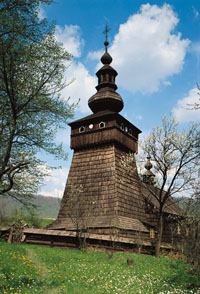
Griechisch-katholische Holzkirche im Ort

Die Gemeinde befindet sich im kleinen Gebirge Busov, das als Ganzes zu den Niederen Beskiden gehört. Das Dorf ist situiert in einem kleinen Tal des Baches Kamenec (Einzugsgebiet Topľa) und grenzt im Westen und Norden an Polen. Regional ist zudem eine Mineralquelle bekannt. Das Ortszentrum liegt auf einer Höhe von 521 m n.m. und ist 19 Kilometer von Bardejov entfernt.
Nachbargemeinden sind Uście Gorlickie (Ortschaft Izby, PL) im Norden, Petrová im Osten und Südosten und Krynica-Zdrój (Ortschaft Tylicz, PL) im Westen.

## Geschichte
Frička wurde zu Beginn des 17. Jahrhunderts durch russinische Siedler gegründet und wurde zum ersten Mal 1608 als Fricska schriftlich erwähnt. Das Dorf gehörte zum Herrschaftsgut der Burg Makovica, 1711 kam es zur Entvölkerung wegen der Flucht der Untertanen. 1787 zählte man 40 Häuser und 273 Einwohner und 1828 55 Häuser und 408 Einwohner, die in der Forstwirtschaft und als Fuhrmänner, Hirten und Hersteller von Schindeln beschäftigt waren. Im 19. Jahrhundert entstand auf Anlass des Grafen Forgách eine Eisenhütte.
Bis 1918 gehörte der im Komitat Scharosch liegende Ort zum Königreich Ungarn und kam danach zur Tschechoslowakei beziehungsweise heute Slowakei.

## Bevölkerung
| Jahr                | 1994 | 2004     | 2014     | 2024    |
| ------------------- | ---- | -------- | -------- | ------- |
| Anzahl der Personen | 217  | 255      | 321      | 337     |
| Unterschied         |      | +17,51 % | +25,88 % | +4,98 % |

| Jahr                | 2023 | 2024    |
| ------------------- | ---- | ------- |
| Anzahl der Personen | 334  | 337     |
| Unterschied         |      | +0,89 % |

Gemäß der Volkszählung 2011 wohnten in Frička 292 Einwohner, davon 235 Slowaken, 39 Russinen, vier Ukrainer, drei Roma und zwei Tschechen. Neun Einwohner machten diesbezüglich keine Angabe. 231 Einwohner bekannten sich zur orthodoxen Kirche, 50 Einwohner zur griechisch-katholischen Kirche, drei Einwohner zur römisch-katholischen Kirche und ein Einwohner zur evangelischen Kirche A. B. Ein Einwohner war konfessionslos und bei sechs Einwohnern wurde die Konfession nicht ermittelt.

## Bauwerke
- hölzerne griechisch-katholische Erzengel-Michael-Kirche aus dem Jahr 1829 mit zwei Türmen und drei Kreuzen, die Ikonostase stammt aus dem 18. und 19. Jahrhundert, das Deckenbild entstand hingegen erst im 20. Jahrhundert.[6] Heute ist die Kirche nationales Kulturdenkmal der Slowakei.